# Церковь Христа (Ландсхут)
Церковь Христа (нем. Christuskirche) — евангелическо-лютеранская церковь в баварском городе Ландсхут; является церковью самого многочисленного протестантского прихода в городе и центром деканата. Здание по проекту мюнхенского архитектора Карла Леммеса (1848—1903) было заложено в 1896 году и построено в 1897.